# Zosterops nehrkorni
El anteojitos de la Sangihe (Zosterops nehrkorni ) es una especie de ave paseriforme de la familia Zosteropidae de la isla Sangihe, en Indonesia. Su hábitat son los bosques húmedos tropicales de montaña y está bajo amenaza por la pérdida de su ambiente natural.
Originalmente, se consideraba conespecífica con Zosterops atrifrons, pero el trabajo de Pamela C. Rasmussen y sus colegas probó que se trata de especies separadas. Esta investigación también confirmó el estatus de Zosterops stalkeri.